# Sissy Sawyer (cykl)
Sissy Sawyer – cykl thrillerów autorstwa Grahama Mastertona.
Cykl opisuje przygody 70-letniej wróżki Sissy Sawyer. W Polsce cykl wydaje wydawnictwo Rebis. Cykl obejmuje następujące powieści:
- 2005 – Zła przepowiednia (Touchy and Feely)
- 2007 – Czerwona Maska (The Painted Man / Red mask)
- 2012 – Czerwony Hotel (The Red Hotel)